# Hexi (sockenhuvudort i Kina, Heilongjiang Sheng, lat 44,93, long 130,48)
Hexi (kinesiska: 河西, 河西乡) är en sockenhuvudort i Kina. Den ligger i provinsen Heilongjiang, i den nordöstra delen av landet, omkring 310 kilometer öster om provinshuvudstaden Harbin. Antalet invånare är 29 525. Befolkningen består av 14 411 kvinnor och 15 114 män. Barn under 15 år utgör 12,0 %, vuxna 15-64 år 79 %, och äldre över 65 år 7,0 %.
Runt Hexi är det ganska glesbefolkat, med 43 invånare per kvadratkilometer. Närmaste större samhälle är Bamiantong, 3,1 km öster om Hexi. Trakten runt Hexi består till största delen av jordbruksmark.
Genomsnittlig årsnederbörd är 949 millimeter. Den regnigaste månaden är juli, med i genomsnitt 186 mm nederbörd, och den torraste är januari, med 6 mm nederbörd.